# Ивановское сельское поселение (Кировская область)
Ивановское сельское поселение  — муниципальное образование в составе Юрьянского района Кировской области России.
Административный центр — деревня Ивановщина.

## История
Ивановское сельское поселение образовано 1 января 2006 года согласно Закону Кировской области от 07.12.2004 № 284-ЗО.
Законом Кировской области от 30 апреля 2009 года № 370-ЗО деревни Варзеги, Кокино и Тутыги, входящие в состав муниципального образования Ложкарское сельское поселение, отнесены к территории Ивановского сельского поселения. Законом Кировской области от 30 апреля 2009 года № 371-ЗО в состав поселения включены населённые пункты упразднённого Северного сельского поселения.

## Население
| 2010 | 2012 | 2013 | 2014 | 2015 | 2016 | 2017 |
| ---- | ---- | ---- | ---- | ---- | ---- | ---- |
| 752  | ↘714 | ↘705 | ↘693 | ↘676 | ↘668 | ↘649 |
| 2018 | 2019 | 2020 | 2021 |      |      |      |
| ↘626 | ↘608 | ↗610 | ↗620 |      |      |      |

## Состав сельского поселения
| №  | Населённый пункт | Тип населённого пункта          | Население |
| -- | ---------------- | ------------------------------- | --------- |
| 1  | Безводное        | деревня                         | 11        |
| 2  | Березово         | село                            | 22        |
| 3  | Большой Вострец  | деревня                         | 6         |
| 4  | Брязга           | деревня                         | #Н/Д      |
| 5  | Варзеги          | деревня                         | 2         |
| 6  | Воробей          | деревня                         | 2         |
| 7  | Зимняя           | деревня                         | 5         |
| 8  | Ивановщина       | деревня, административный центр | 262       |
| 9  | Кокино           | деревня                         | 142       |
| 10 | Коробейники      | деревня                         | 0         |
| 11 | Кострово         | деревня                         | 0         |
| 12 | Пыхтеевы         | деревня                         | 2         |
| 13 | Северный         | посёлок                         | 236       |
| 14 | Скородум         | деревня                         | 2         |
| 15 | Тутыги           | деревня                         | 9         |
| 16 | Шубяны           | деревня                         | 39        |

### Упразднённые населённые пункты
Железнодорожная казарма 73 км.